# Yummy
„Yummy” jest to utwór amerykańskiej piosenkarki Gwen Stefani z gościnnym występem Pharrell Williams. Piosenka pochodzi z albumu The Sweet Escape (z 2006 roku). Utwór napisali Gwen Stefani i Pharrell Williams a producentem jest The Neptunes.

## Listy utworów
12" Vinyl single:
Side A
1. "Yummy" (Album Version) – 4:57

Side B
1. "Yummy" (Instrumental) – 4:55
2. "Yummy" (A Cappella) – 4:16

Digital download:
1. "Yummy" (Nick's Cherry Fix Fix mix) – 4:05 Only for the clubs

## Listy przebojów

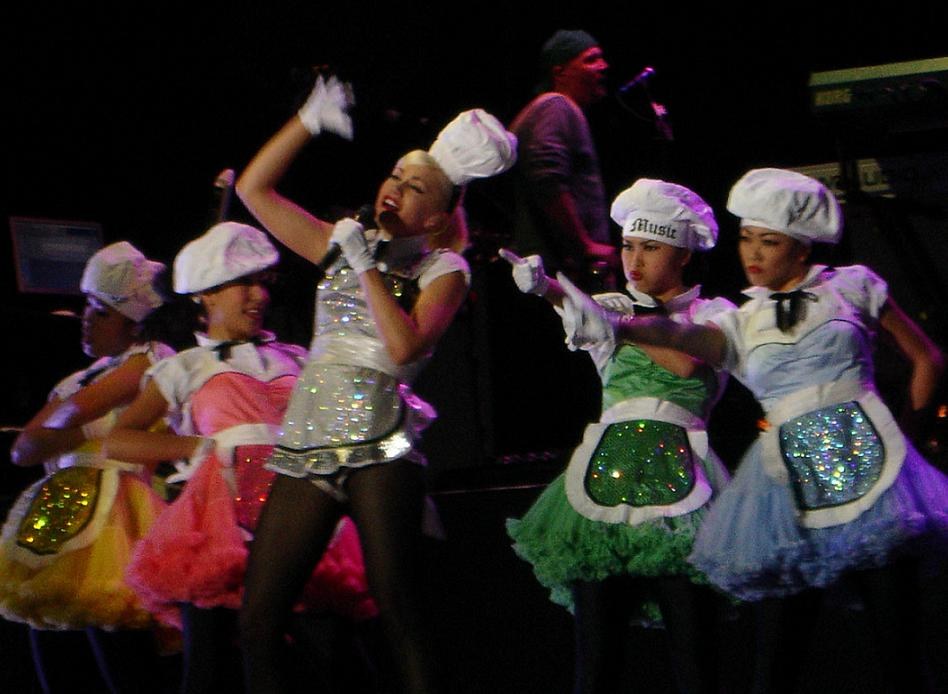
Gwen Stefani w piosence „Yummy” podczas światowej trasy koncertowej The Sweet Escape Tour z 2007 roku

| Listy (2008 r.)        | Pozycja |
| ---------------------- | ------- |
| European Singles Chart | 14      |